# Učinek lepljivih tal
Učinek lepljivih tal (angl. sticky floor) je metafora, ki se nanaša na dolgotrajno ali kar trajno, mnogokrat navidezno nerazumljivo zadrževanje žensk v istem kariernem rangu ali na istem delovnem mestu. Taka izključenost in diskriminiranost glede možnosti napredovanja ali menjave dela se nanašata tako na vertikalne kot horizontalne delitve; slednja zaznamuje (ne)prehodnost med enako vrednotenimi poklicnimi deli. Uporaba obravnavane prispodobe je običajno vključena v interpretacije, ki temeljijo na konceptu ponotranjenja bolj ali manj razpoznavnih, neformalnih družbenih predpisov in kulturnih norm s strani žensk; te naj bi se same, četudi lahko povsem nezavedno zadrževale na »lepljivih tleh«.
Sorodna pojma, ki opisujeta ta fenomen sta učinek steklenega stropa in učinek puščajoče cevi.